# Planchonella costata
Planchonella costata är en tvåhjärtbladig växtart som först beskrevs av Stephan Ladislaus Endlicher, och fick sitt nu gällande namn av Jean Baptiste Louis Pierre. Planchonella costata ingår i släktet Planchonella och familjen Sapotaceae. Inga underarter finns listade i Catalogue of Life.

## Bildgalleri

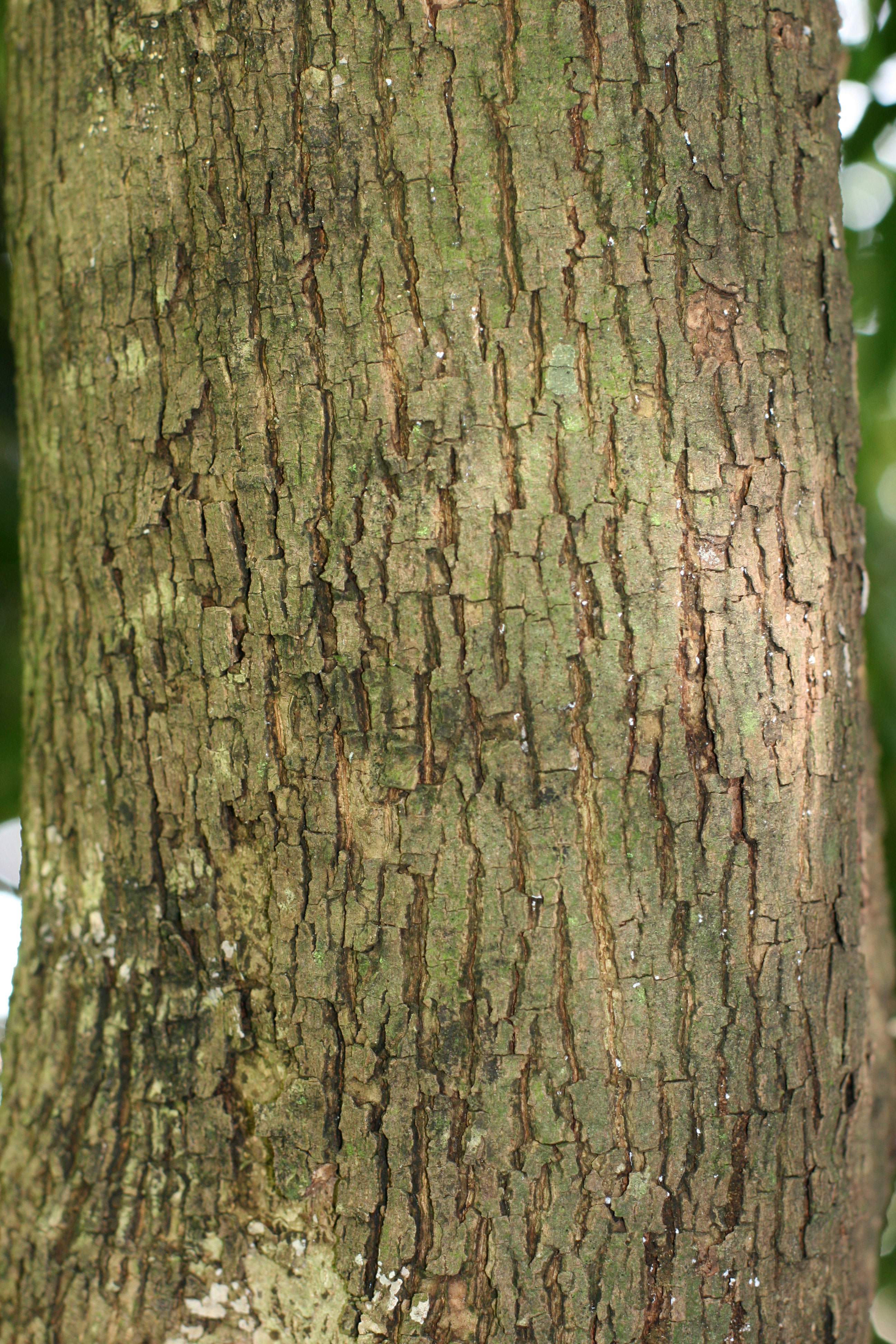
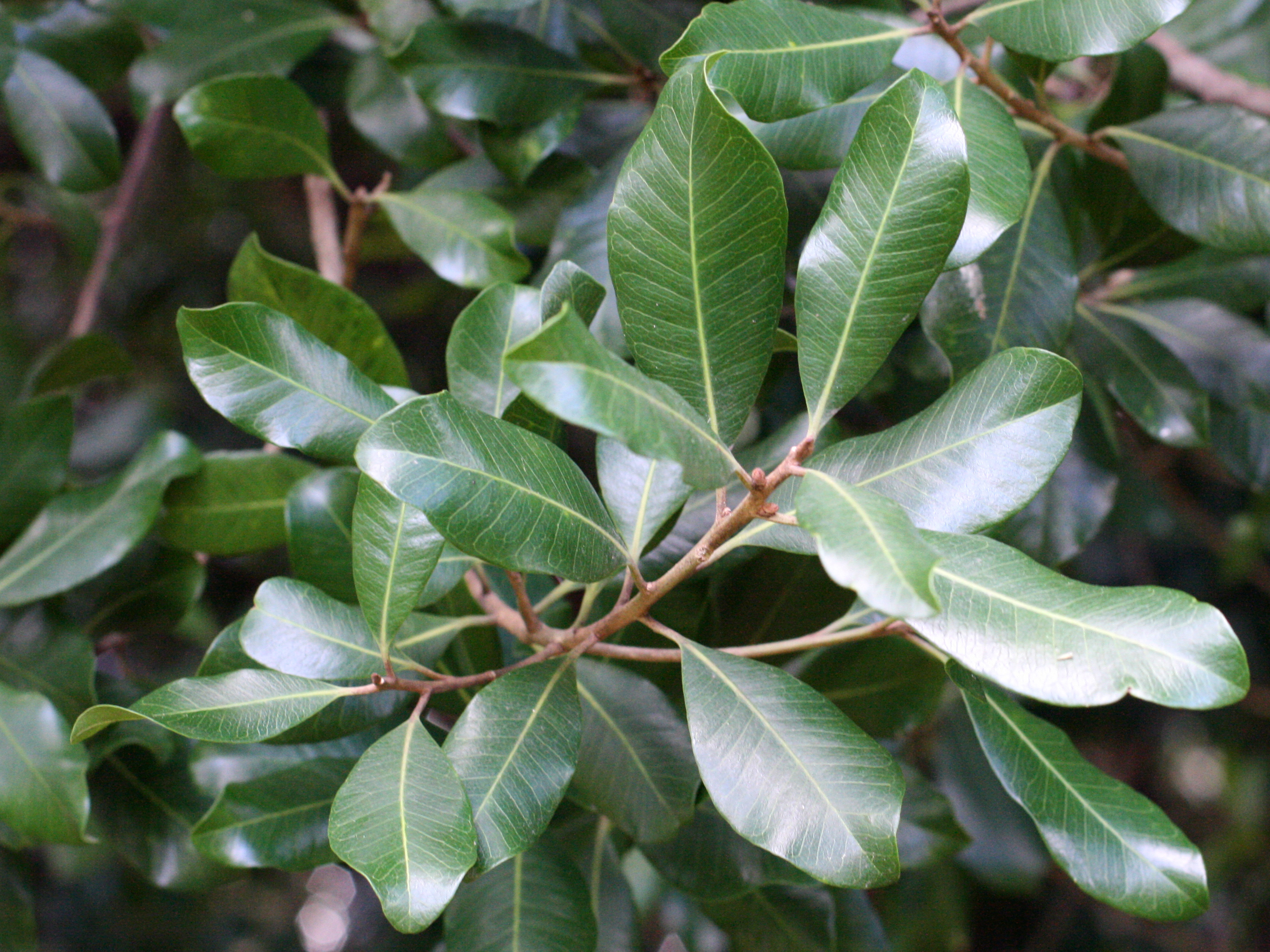
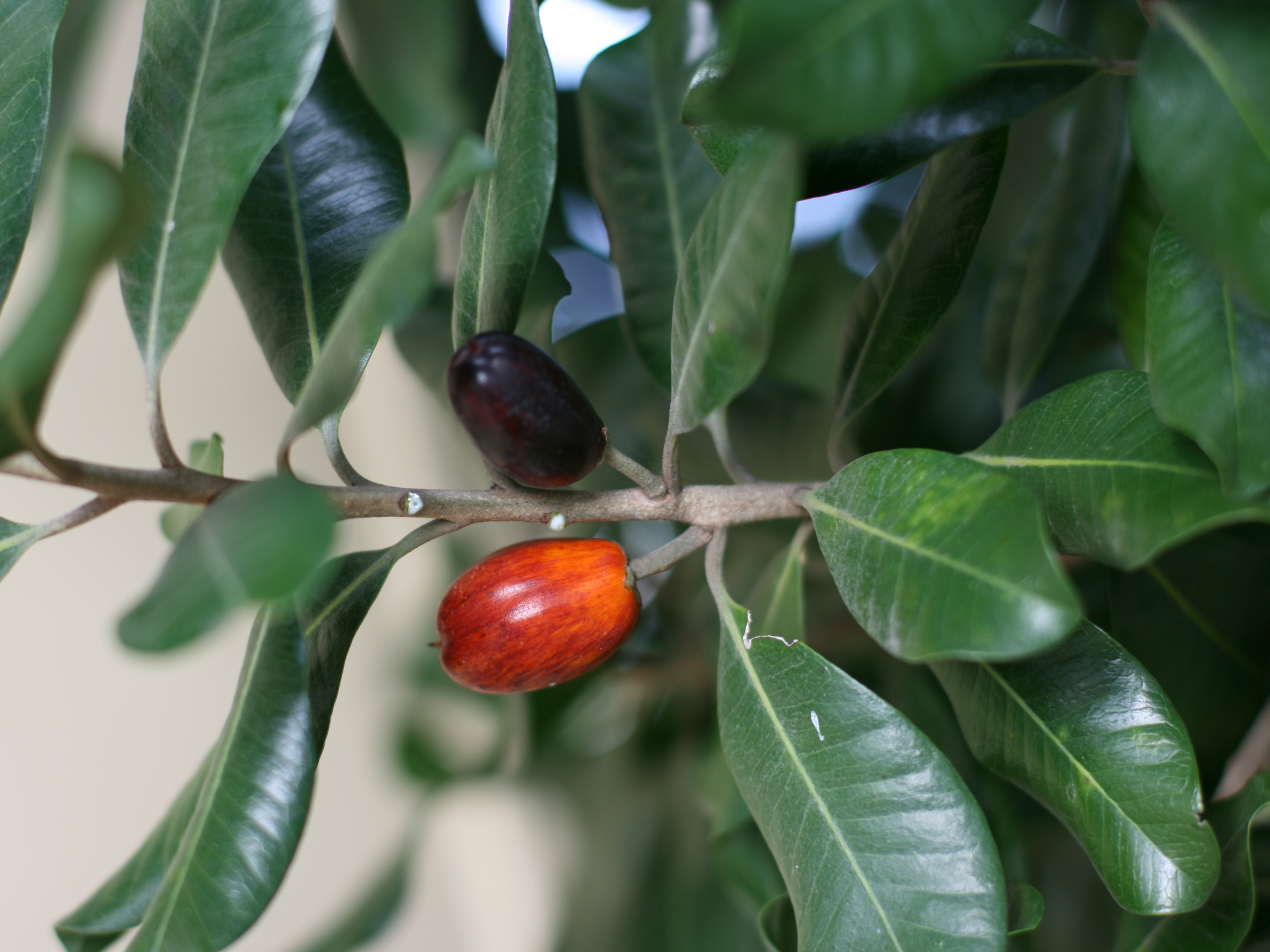
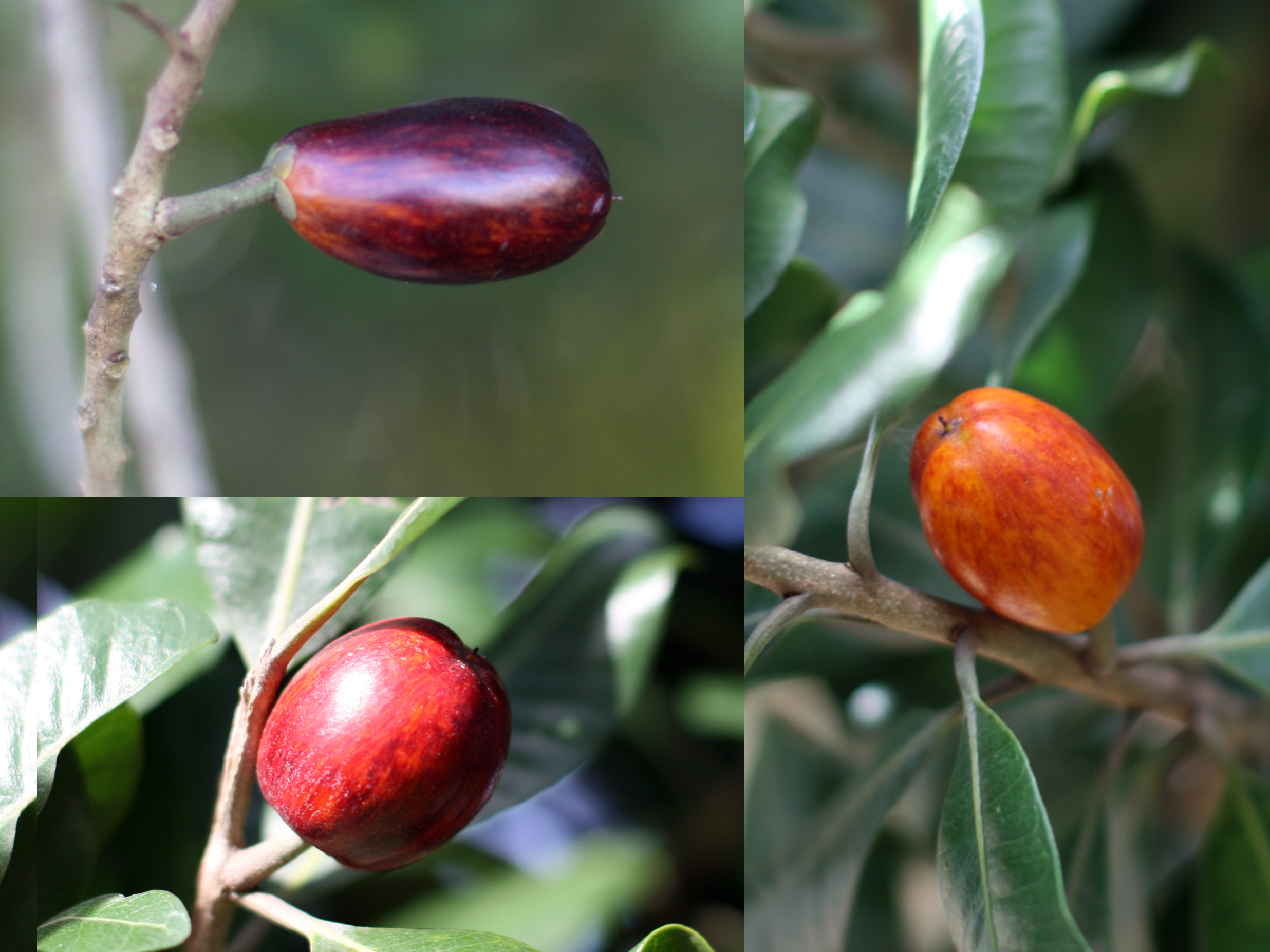